# Mateusz Rudkowski
Mateusz Rudkowski (ur. ok. 1809, zm. ok. 1887) – polski nauczyciel śpiewu i muzyki oraz kompozytor.
Początkowo tworzył we Lwowie, a w latach 1861-1866 przebywał w Poznaniu. Komponował utwory na fortepian, jak również wokalne. Nauczał śpiewu i muzyki. Tworzył proste utwory do wykonywania w ochronkach wiejskich, które były znane i wykonywane powszechnie jeszcze kilkadziesiąt lat po jego śmierci przez chóry szkolne i amatorskie. Napisał mszę wykonywaną na żałobnym nabożeństwie ku czci Adama Mickiewicza.
Wybrane utwory:
- Nad grobem, Do zdrowia – pieśni na chór męski,
- Pieśń do Matki Boskiej (na fortepian i organy),
- Modlitwa (pieśń),
- Nie opuszczaj nas (solo z fortepianem),
- Melodye do piosnek wiejskich dla ochronek (Poznań, 1862)[1],
- utwory żałobne[2],
- Nad grobem, śpiew na cztery głosy ku pamięci arcybiskupa Leona Przyłuskiego[3].